# Mexamerica

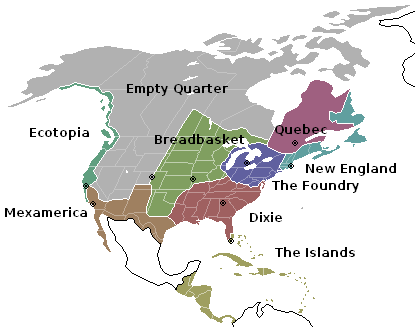
Carte des Nine Nations of North America.

Mexamerica désigne une région qui s'étend sur les États du Sud-Ouest des États-Unis et sur le Mexique. Elle fut définie par Joel Garreau dans son ouvrage intitulé The Nine Nations of North America (1981). Elle se caractérise par l'usage de la langue espagnole par ses habitants, par des caractéristiques géographiques et une interdépendance économique. La thèse des neuf nations de l'Amérique du Nord est cependant discutée par les spécialistes.